# Instituto de Psiquiatria de Santa Catarina
O Instituto de Psiquiatria de Santa Catarina (IPQ) é um hospital público brasileiro, localizado na cidade catarinense de São José. Aberto em 1996, é referência para psiquiatria em Santa Catarina, atendendo para emergências e internação nesta área, além de também ter especialidades em neurologia e clínica geral.
Apesar da reforma antimanicomial ocorrida no século XX no Brasil, profissionais de saúde do IPQ Instituto de Psiquiatria de Santa Catarina costumam ser acusados por familiares de pacientes internados de maltratarem tais pacientes e de cometerem crimes contra eles, a exemplo de agressão física desnecessária,abuso sexual e tortura psicológica, tendo sido alvo de processos judiciais.
Embora já tenha se autointitulado como sendo referência estadual na assistência em saúde mental, o IPQ Instituto de Psiquiatria de Santa Catarina apresenta, na realidade, sérios problemas estruturais como a ocorrência frequente de crimes diversos por parte de funcionários (desde os de baixo potencial ofensivo até hediondos), principalmente técnicos de enfermagem e enfermeiros, contra doentes mentais vulneráveis incluindo idosos, como roubo, agressões físicas, humilhações, ridicularização, tortura psicológica, privação alimentar e estupros, problemas estes semelhantes aos de outras instituições psiquiátricas públicas estaduais, o que levanta importantes discussões a respeito da garantia dos direitos de pacientes com doenças mentais internados e da continuação da luta antimanicomial. Em abril de 2023 esteve entre os seis hospitais classificados pela Secretaria Estadual de Saúde de Santa Catarina como em situação estrutural crítica prestes a colapsar.
O IPQ é o sucessor do Hospital Colônia Santana, um dos hospitais mais antigos do estado, que existiu entre 1941 e 1995, criando em seu entorno uma comunidade que originou o bairro Colônia Santana. Este hospital foi criado durante o período das políticas higienistas, sendo um local de destino para pessoas com transtornos mentais serem afastadas do convívio social, ficando longe dos principais núcleos urbanos da Região Metropolitana de Florianópolis. Com as novas políticas de saúde mental, o Hospital foi extinto e sua estrutura foi convertida no Instituto de Psiquiatria e no Centro de Convivência Santana, voltado aos internos que não retornaram as suas famílias.
No ano de 1976, durante a Ditadura Militar (1964-1985) no Brasil, o célebre cantor Gilberto Gil esteve internado durante alguns dias neste hospital após condenação judicial por portar um cigarro de maconha durante a realização de um show em Florianópolis, tendo a pena sido substituida por tratamento médico e ele transferido para o Rio de Janeiro posteriormente; à época a legislação em relação às drogas ilícitas eram mais severas devido ao autoritarismo governamental não distinguindo usuário de traficante. A internação teria inspirado a Gilberto Gil na composição de duas músicas: "Sandra" e "Aqui Agora".

## História

### Hospital Colônia Santana
O higienismo lançou tendências para a organização das cidades nos séculos XIX e XX. Uma delas consistia em afastar pessoas consideradas na época inadequadas para o convívio com a sociedade, como prisioneiros, prostitutas e portadores de doenças diversas, criando locais distantes dos centros urbanos para envia-los. Em Florianópolis, essa política levou ao surgimento da Penitenciária da Pedra Grande em 1930 e do Hospital Nereu Ramos, voltado inicialmente a tuberculosos, em 1943, ambos no atual bairro Agrônomica, que na época era considerado longe do Centro. Já em São José, além da Vila Palmira, em Barreiros, para onde foram enviadas nos anos 1960 as casas de prostituição para manter a "moral e os bons costumes" do Centro dois hospitais foram construídos no interior do município: o Hospital Santa Tereza, de 1940, voltado a portadores de hanseníase, que hoje fica em São Pedro de Alcântara, e o Hospital Colônia Santana, alguns quilômetros ao leste do Santa Tereza.
Construído no então Salto do Maruim, o Hospital Colônia Santana foi aberto pelo presidente Getúlio Vargas e pelo governador Nereu Ramos no dia 10 de novembro de 1941 com 311 pacientes - o local foi construído para trezentas pessoas, e em 1947 já tinha 428. O nome Santana veio da santa de devoção dos donos do terreno onde foi construído o Hospital, e com a chegada dos construtores em 1939, e depois das pessoas que trabalhavam lá, uma comunidade começa a se formar em torno do local. Foi a origem do atual bairro Colônia Santana. Até hoje, Colônia Santana é usada popularmente como metonímia para se referir ao Instituto de Psiquiatria.
Os pacientes do Hospital Colônia Santana não eram, necessariamente, pessoas com transtornos mentais, apesar do hospital ter esse objetivo. A Colônia Santana também foi o local para envio daqueles que precisavam - ou foram obrigados a - se retirar do convívio social, o que incluía, por exemplo, pessoas que foram afastados por seus familiares, como pais ou cônjuges, pelos mais diversos motivos, não apenas de saúde - por exemplo, maridos que queriam ficar livres de suas esposas. Antes de 1971, quando o governo catarinense assume a gestão do hospital, não havia qualquer triagem que definisse quem de fato precisasse de tratamento, levando a superlotação, e os trabalhadores do hospital eram escolhidos por indicação e não por concurso. O local chegou a ter 2,7 mil internos, mais que nove vezes o previsto inicialmente, e os funcionários não eram tão numerosos para atender efetivamente a todos.
O hospital usava técnicas que mais tarde foram revisadas com as novas diretrizes de saúde mental, como o eletrochoque, usado até 1984 como castigo, quando foi proibido - hoje é usado apenas em casos específicos de procedimentos cirúrgicos. Psicotrópicos só passaram a ser usados nos anos 1970, e tratamentos com insulina foram largamente usados.

### Instituto de Psiquiatria
Em 1995, o Hospital Colônia Santana foi descredenciado e fechado, e sua estrutura foi reaberta em 1996 como uma nova instituição, o Instituto de Psiquiatria. O IPQ tem, na atualidade, 160 leitos, e é voltado para pacientes de curta permanência - diretrizes estabelecidas pela Lei da Reforma Psiquiátrica. Ao fechar, o Hospital tinha mil internos, e muitos foram transferidos ou enviados a suas famílias, mas alguns não tinham para onde ir, e parte da estrutura do antigo Hospital Colônia Santana se tornou o Centro de Convivência Santana, onde ficaram seiscentos internos. No início de 2020, ainda haviam pouco mais de cem internos.

## Estrutura
Apesar da reforma antimanicomial ocorrida no século XX no Brasil, profissionais de saúde do IPQ Instituto de Psiquiatria de Santa Catarina costumam ser acusados por familiares de pacientes internados de maltratarem tais pacientes e de cometerem crimes contra eles em pleno século XXI, a exemplo de agressão física desnecessária, abuso sexual e tortura psicológica, tendo sido alvo de processos judiciais.
Apesar do hospital IPQ Instituto de Psiquiatria de Santa Catarina apresentar-se socialmente como sendo referência na assistência em saúde mental na região, apresenta sérios problemas estruturais como a ocorrência frequente de crime, diversos por parte de funcionários (desde os de baixo potencial ofensivo até hediondos) contra doentes mentais vulneráveis incluindo idosos como roubo, agressões físicas desnecessárias, humilhações, ridicularização, tortura psicológica, privação alimentar e estupros, problemas estes semelhantes aos de outras instituições psiquiátricas públicas estaduais, o que levanta importantes discussões a respeito da garantia dos direitos de pacientes com doenças mentais internados e da continuação da luta antimanicomial. Em abril de 2023 esteve entre os seis hospitais classificados pela Secretaria Estadual de Saúde de Santa Catarina como em situação estrutural crítica prestes a colapsar.
O Instituto de Psiquiatria é mantido pela Secretaria do Estado da Saúde de Santa Catarina, e seus gastos mensais ficam em cerca de 2,6 milhões de reais mensais. As especialidades clínicas do IPQ são Psiquiatria, Neurologia e Clínica Geral, também contando com outros serviços de apoio a diagnose e terapia para Farmácia, Fisioterapia, Nutrição, Psicologia, Serviço Social e Radiologia. O Instituto conta também com Terapeuta Ocupacional e Educador Físico. São mais de 35 profissionais no corpo clínico e mais de trezentos funcionários. Como outras unidades de saúde, problemas de financiamento e estrutura existem no IPQ. Em 2019, 7836 pacientes foram atendidos na emergência.
Outras estruturas relacionadas ao IPQ são o Centro de Documentação e Pesquisa (Cedope), que guarda a história do local, a Residência Terapêutica e o Centro de Convivência Santana, voltado aos internos que não retornaram as suas famílias após as mudanças de 1995-1996.